# E-Health
E-Health (auch eHealth geschrieben), kurz für Electronic Health (englisch für auf elektronischer Datenverarbeitung basierende Gesundheit oder Gesundheitstelematik), ist ein Sammelbegriff für den Einsatz digitaler Technologien im Gesundheitswesen. Er bezeichnet die Bereitstellung von Gesundheitsdienstleistungen und Hilfsmitteln, bei denen Informations- und Kommunikationstechnologien (IKT) zum Einsatz kommen, und die der Vorbeugung, Diagnose, Behandlung, Überwachung und Verwaltung im Gesundheitswesen dienen. Der Begriff unterscheidet nach Einschätzung zahlreicher Autoren kaum vom Begriff Digital Health.

## Definition
Bis zur Jahrtausendwende wurde mit E-Health noch vorwiegend die Digitalisierung traditioneller Prozesse im öffentlichen Gesundheitswesens wie elektronische Gesundheitsakten oder ein elektronisch gestütztes Krankheits- und Wissensmanagement bezeichnet. Andere IKT-gestützte Prozesse in der Medizin wie Gesundheitsinformationsnetzwerke oder Telemedizin wurden parallel zu E-Health aufgeführt. Aufgrund neuer technologischer Entwicklungen wie mobiles Internet oder Internet der Dinge entwickelten sich seitdem eine Vielzahl weiterer IKT-gestützter Anwendungen für das Gesundheitswesen. Dies führte zu einer allgemeineren Fassung der E-Health-Definition, die heute als Oberbegriff für eine Vielzahl von Bereichen dient:
- Elektronische Gesundheitsakte
- elektronisch gestütztes Krankheits- und Wissensmanagement (Clinic Decision Support Systems, Big-Data-Diagnostik)
- Telemedizindienste
- persönlich und dezentral bereitgestellte Gesundheitsfürsorge zur Diagnose, Überwachung, Beratung, Terminvergabe und Verschreibungen (Internetmedizin)
- Gesundheitsportale (Consumer Health Informatics)
- patienteneigene Vorrichtungen zur Selbstversorgung und Krankheitsprävention (Seniorenbetreuung / Assisted Living), Vitaldatenüberwachung mit medizinischen Wearables (Activity-Tracker, mHealth-Apps)
- Online Apotheken

Die Disziplinen Medizin, IT und Gesundheitsmanagement werden dabei zu dem neuen Fachbereich E-Health verschmolzen. Seit 2007 werden in Deutschland Masterstudiengänge, seit 2015 auch Bachelorstudiengänge für den Fachbereich E-Health angeboten. Am 21. Dezember 2015 wurde das Gesetz für sichere digitale Kommunikation und Anwendungen im Gesundheitswesen sowie zur Änderung weiterer Gesetze erlassen, das E-Health-Technologien im deutschen Gesundheitswesen einführt. Der weltweite Umsatz für E-Health-Produkte und -Dienstleistungen wurde 2014 auf 85 Milliarden US$ geschätzt, das jährliche Wachstum des Marktes auf 15 %.

### Herkunft des Begriffs
Als Sammelbegriff für das Zusammentreffen von Internet und Medizin tauchte E-Health im Zuge des dotcom-Booms zuerst 1997 in Wirtschaftsmagazinen und Studien von Unternehmensberatungen auf. Erst um das Jahr 2000 war der Begriff E-Health schließlich auch in medizinischen Fachjournalen vertreten. Allerdings beschäftigten sich Wissenschaft und Wirtschaft mit dem Gegenstand E-Health bereits seit längerer Zeit, ohne dafür diesen Begriff zu gebrauchen. Internetgestützte Anwendungen in der Medizin finden beispielsweise spätestens seit 1991 wissenschaftliche Berücksichtigung. Dass aus dem Zusammentreffen von Patienten und Internet für die Medizin und die Arzt-Patient-Beziehung etwas Neues entstehen kann, wird vereinzelt seit etwa 1993/94 und verstärkt seit 1995/96 in Fach- und Publikumspresse beschrieben.

### Grundlagen und Entwicklung der E-Health
Ein neuer Bereich sind sogenannte mHealth-Anwendungen, welche E-Health-Lösungen auf mobilen Geräten bereitstellen. Mitunter sind mit E-Health Anwendungen der Telemedizin gemeint, wenn sie sich auf die Internet-Infrastruktur oder Internet-Technik stützen. Beispiele hierfür sind IT-gestützte Expertenkonsile oder die Fernüberwachung der Vitalwerte von Patienten im eigenen Haus. Auch Konzepte einer direkten Patient-Computer-Interaktion zur Ergänzung des Arztgesprächs erhalten heute mit dem Internet neue Bedeutung und werden in der Folge häufig zu E-Health gezählt. Solche Methoden sind bereits seit den 1970er Jahren in den USA bekannt, ohne dass bisher der Begriff E-Health dafür gebraucht worden wäre. Bereits in den Jahren 1975 und 1976 wurden Projekte für eine computergestützte Erhebung der Anamnese beschrieben, in denen die Patienten selbst die Rechner bedienten.

## E-Health als Mittel der Vernetzung
Häufig werden mit E-Health auch die Vernetzungsbestrebungen im Gesundheitssystem umrissen (zum Beispiel elektronische Patientenakten) oder generelle IT-getriebene Infrastrukturinitiativen (zum Beispiel elektronische Beschaffung via Internet) bezeichnet. Darüber hinaus wird unter dem Begriff E-Health das Bestreben verschiedenster Akteure (von Versicherungen über Gesundheitsportale bis hin zu virtuellen Selbsthilfegruppen) geführt, Gesundheitsinformationen und Dienstleistungen über das Internet Laien-Konsumenten zugänglich zu machen. Gleiches gilt für den global zu beobachtenden Trend, dass sich Patienten im Internet zu medizinischen Themen kundig machen und in der Folge stärkeren Einfluss auf ihre Gesundheitsversorgung nehmen. Diese „partizipative Gesundheitsversorgung“ steht im Zusammenhang mit den durch das Internet geschaffenen Möglichkeiten, Patienten und andere Bezugsgruppen bei der schnellen Verbreitung, Bewertung und Zusammenfassung von Gesundheitsinformationen integrieren zu können. Das gemeinsame Ziel ist dabei eine Verbesserung der Gesundheitsversorgung allgemein, sowie eine mögliche Verbesserung der Patientenbetreuung (patient experiences) sowie letztlich auch der Behandlungsergebnisse (medical outcomes).
Entsprechend umfassend angelegt ist daher einer der Definitionsversuche für den Begriff E-Health: Gunther Eysenbach, Professor für Gesundheitswesen an der Universität von Toronto, sah im Jahr 2001 darin nicht nur „eine technische Entwicklung, sondern auch eine […] (besondere) Denkweise, Einstellung und Verpflichtung zu vernetztem und globalem Denken, um die Gesundheitsversorgung […] durch den Gebrauch von Informations- und Kommunikationstechnik zu verbessern“. Insgesamt zeichnet sich ab, dass der neue Begriff eingeführt wurde, um deutlich zu kennzeichnen, dass aus der Konvergenz von Internet und Medizin etwas Neues entstehen würde, verbunden sowohl mit Chancen als auch Risiken für alle Akteure im Gesundheitswesen. „E-Health wird vorangetrieben von Non-Professionals, namentlich den Patienten (oder, im E-Health-Jargon, den Konsumenten), die mit ihren Interessen neue Services im Gesundheitswesen entstehen lassen – zumeist um ihre Emanzipationsbestrebung durch den Zugang zu Informationen und Wissen zu stärken“. Vereinzelt finden auch bereits Teletherapie-Projekte schon praktische Anwendung.
Im Jahr 2005 stellt die 58. World Health Assembly der Weltgesundheitsorganisation (WHO) fest, dass „E-Health den kostengünstigen und sicheren Einsatz von Informations- und Kommunikationstechnologien beschreibt, um die allgemeine Gesundheit zu fördern“ – darin eingeschlossen sind die Unterstützung des Gesundheitssystems, der Gesundheitsberichterstattung, die Gesundheitsförderung sowie allgemein Wissen und Forschung.

## Formen von E-Health
Je nach Themengebiet und Ausbaustufe von E-Health-Anwendungen lassen sich diese in verschiedene Formen von E-Health einteilen:
- Information - Das Bereitstellen von Informationen für Patienten oder Ärzte über Informationsportale
- Kommunikation - Der Austausch von Informationen zwischen zwei Beteiligten (Patient - Arzt, Arzt - Arzt, …) ohne direkte und zeitnahe Reaktion des Kommunikationspartners (z. B. online Diabetestagebuch)
- Interaktion - Der Austausch von Informationen oder Daten zwischen Beteiligten mit unmittelbarer Reaktion des Kommunikationspartners (z. B. Home Monitoring)
- Transaktion - Der gezielte Datenaustausch zwischen verschiedenen Partnern, mit dem Ziel, die Erbringung medizinischer Leistungen vollständig elektronisch abbilden und abwickeln zu können (siehe Elektronische Patientenkarte)
- Integration - Die lebenslange Aufzeichnung aller Daten eines Patienten über dessen Gesundheitszustand. Zusammenführung aller Daten aus medizinischen und paramedizinischen Bereichen und Ergänzung der Informationen durch Angaben und Einträge des Patienten selbst (elektronische Gesundheitsakte).

## Verwandte Begriffe (teilweise Synonyme)
- Online Health
- Cybermedizin
- Cyberdoctor
- Consumer Health Informatics
- Gesundheit 2.0
- Digital Health

## Praktische Anwendung
- Medizinische Informatik
- Telemedizin (Teleoperationen oder Telediagnostik)
- elektronische Patientenakten (Electronic Health Records/EHR)
- elektronische Gesundheitskarte
- Elektronischer Heilberufsausweis (HBA, auch Health Professional Card, HPC)
- E-Learning in der medizinischen Aus-, Fort- und Weiterbildung
- E-Appointment (Online-Terminvergabe)
- E-Mental-Health (psychische Gesundheit)
- MHealth

2018 veröffentlichte die gemeinnützige Bertelsmann Stiftung eine empirische Studie, die den digitalen Wandel im Gesundheitssystem von 17 Ländern untersucht. In der Spitzengruppe wurden Estland, Kanada, Dänemark, Israel und Spanien eingeordnet. In diesen Ländern seien digitale Technologien bereits Alltag. Im Vergleich dazu habe Deutschland gravierenden Nachholbedarf. Mit Ausnahme einiger Pilotprojekte gibt es kaum eine praktische Anwendung.